# Azepan
Azepanul (denumit și hexahidroazepină sau hexametilenimină) este un compus heterociclic heptaciclic cu azot cu formula chimică C6H13N. Este omologul superior al piperidinei. Este un lichid incolor la temperatura camerei. Este utilizat ca precursor pentru obținerea mai multor medicamente (mecilinam) și pesticide și este obținut prin hidrogenoliza parțială a hexametilen-diaminei. Ca multe alte amine, reacționează cu dioxidul de carbon.